# Cynoglossus feldmanni
 Cynoglossus feldmanni és un peix teleosti de la família dels cinoglòssids i de l'ordre dels pleuronectiformes que es troba a les costes de Borneo, Sumatra i Cambodja.